# A Whole Lot of Nothing
A Whole Lot of Nothing är det fjärde albumet av det svensk-norska hårdrocksbandet (industrial rap-metal) Clawfinger. Det släpptes 23 juli 2001 av skivbolaget Supersonic Records. Spåren nummer 13 och 14 (bonusspår på digipack-versionen) är covers på "Vienna" av synthpopgruppen Ultravox och "Manic Depression" av Jimi Hendrix.

## Låtförteckning
1. "Two Steps Away" – 3:40
2. "Out to Get Me" – 3:43
3. "Nothing Going On" – 3:20
4. "Are You Man Enough" – 3:35
5. "Confrontation" – 3:33
6. "Evolution" – 4:17
7. "Don't Look at Me" – 3:32
8. "Simon Says" – 4:01
9. "Burn in Hell" – 3:23
10. "I Close My Eyes" – 3:09
11. "Paradise" – 3:39
12. "Revenge" – 4:02
13. "Vienna" (Ultravox-cover) – 4:14

Bonusspår på digipak-utgåvan
1. "Manic Depression" (Jimi Hendrix-cover) – 3:18
2. "Fake a Friend" – 3:46

- Text och musik: Clawfinger (spår 1–12, 15), Ure/Allen/Currie/Cann (spår 13), Jimi Hendrix (spår 14)

## Medverkande
Musiker (Clawfinger-medlemmar)
- Zak Tell – sång
- Jocke Skog – keyboard, bakgrundssång, gitarr, basgitarr, programmering
- Erlend Ottem – sologitarr
- Bård Torstensen – kompgitarr, bakgrundssång
- André Skaug – basgitarr
- Henka Johansson – trummor

Bidragande musiker
- Henrik Batte Ohlsson – bakgrundssång
- Ricard Nettermalm – trummor

Produktion
- Clawfinger – producent
- Jacob Hellner – producent
- Ulf Kruckenberg – ljudtekniker
- Stefan Glaumann – ljudmix
- Björn Engelmann – mastering
- Micke @ M Industries– omslagsdesign, foto